# Carl Lehle
Carl Georg Lehle (ur. 2 grudnia 1872 w Eriskirch, zm. 18 września 1939 w Ludwigshafen am Rhein) – niemiecki wioślarz, uczestnik igrzysk w 1900. Członek klubu Ludwigshafener Ruder Verein, którego osada zdobyła brązowy medal w czwórce ze sternikiem.

## Literatura dodatkowa
- Volker Kluge: Olympische Sommerspiele. Die Chronik I. Berlin: 1997. ISBN 3-328-00715-6. (niem.). Brak numerów stron w książce
- Karl Lennartz, Walter Teutenberg: Olympische Spiele 1900 in Paris. Kassel: Agon-Sportverlag, 1995. ISBN 3-928562-20-7. (niem.). Brak numerów stron w książce